# Mycomya alexanderi
Mycomya alexanderi är en tvåvingeart som beskrevs av Coher 1950. Mycomya alexanderi ingår i släktet Mycomya och familjen svampmyggor. Inga underarter finns listade i Catalogue of Life.